# Grimsay
Grimsay (gael. Griomasaigh) – wyspa w archipelagu Hebrydy Zewnętrzne, położona na zachodnim wybrzeżu Wielkiej Brytanii, należąca do Szkocji.

## Opis

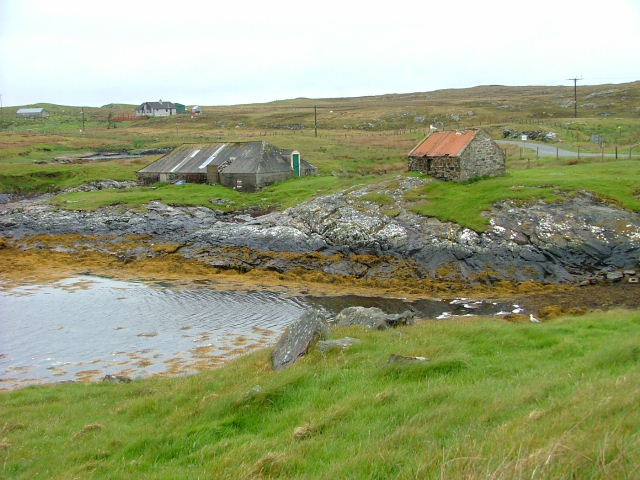
Domy na Grimsay

Wyspa w Hebrydach Zewnętrznych, położona między wyspami North Uist i Benbecula. Grimsay ma około 5 km długości i 2,5 km szerokości, powierzchnia wynosi 8,33 km². Na wyspie znajduje się port w osadzie Kallin, który jest bazą dla przemysłu skorupiaków. 
W Kallin znajduje się również The Boatshed, niewielka stocznia, w której naprawiane są łodzie tradycyjnymi metodami. Na terenie zakładu mieści się muzeum, którego zasoby pielęgnują pamięć o dziedzictwie tego regionu.

## Populacja
Liczba ludności jest niestabilna, w 1961 r. wynosiła 239 i spadła do 193 w 1971 r. W 1981 r. wzrosła do 204 i do 215 mieszkańców w 1991 r. W 2001 r. spadła do 201, a 2011 r. populacja wyspy wynosiła 169.

## Galeria

Grimsay
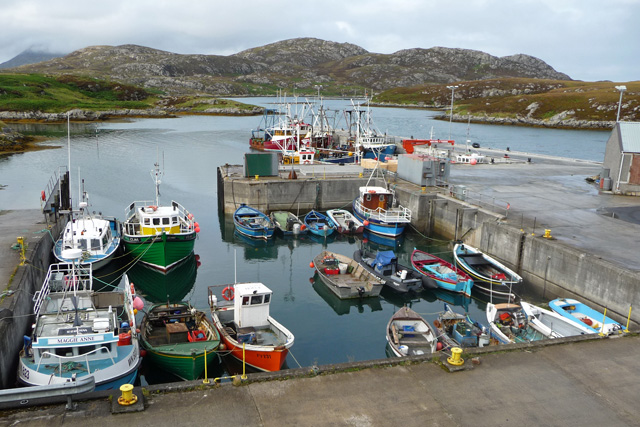
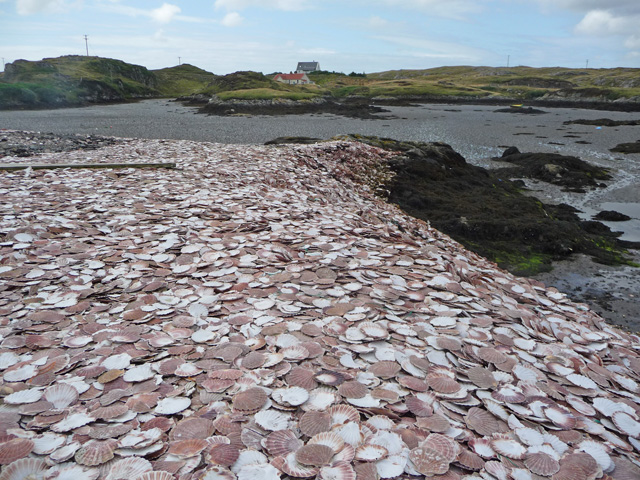
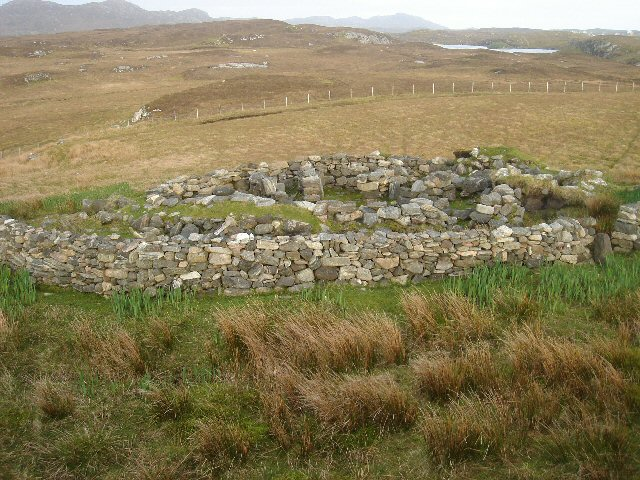
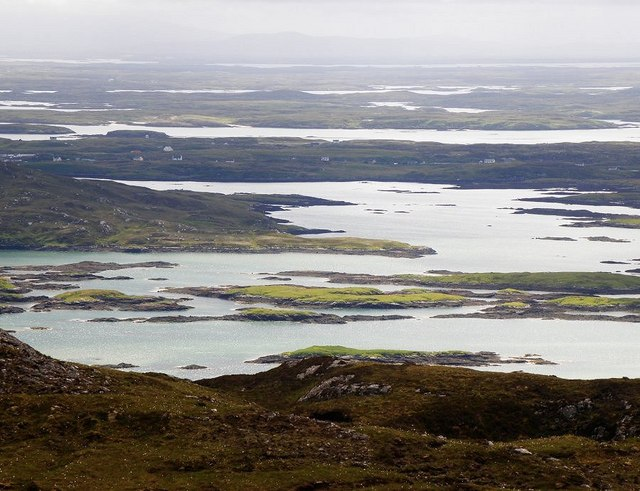